# Thiès (regio)
Thiès is een regio in het westen van Senegal. De hoofdstad is het gelijknamige Thiès. De regio heeft een oppervlakte van 6601 km² en had tijdens de laatste volkstelling van 2002 1.290.265 inwoners. In 2011 telde de regio naar schatting 1.720.000 inwoners.
Het belangrijkste landbouwgewas met in 2005 een areaal van 90.000 ha zijn aardnoten. Daarna komen erwten en cassave.

## Geografie
In het westen grenst de regio Thiès als enige aan de regio Dakar op Kaap Verde, waar zich de Senegalese hoofdstad Dakar bevindt. In respectievelijk het noordwesten en het zuidwesten liggen de twee Atlantische kusten de Grande-Côte en de toeristische Petite-Côte. In het noordoosten ligt de regio Louga, in het oosten de regio Diourbel en in het zuidoosten de regio Fatick.
De regio is, na de regio Dakar, de op een na meest dichtbevolkte regio van Senegal. Naast de hoofdstad zijn andere relatief grote plaatsen; M'bour, Joal-Fadiouth, Nguékhokh en Tivaouane.
Landschappelijk gezien bestaat de regio uit een savanne, afgewisseld met landbouwgrond, en klimatologisch gezien heeft het een steppeklimaat. De gemiddelde jaarlijkse neerslag bedraagt 505 mm.

## Bestuurlijke indeling
De regio is onderverdeeld in drie departementen:

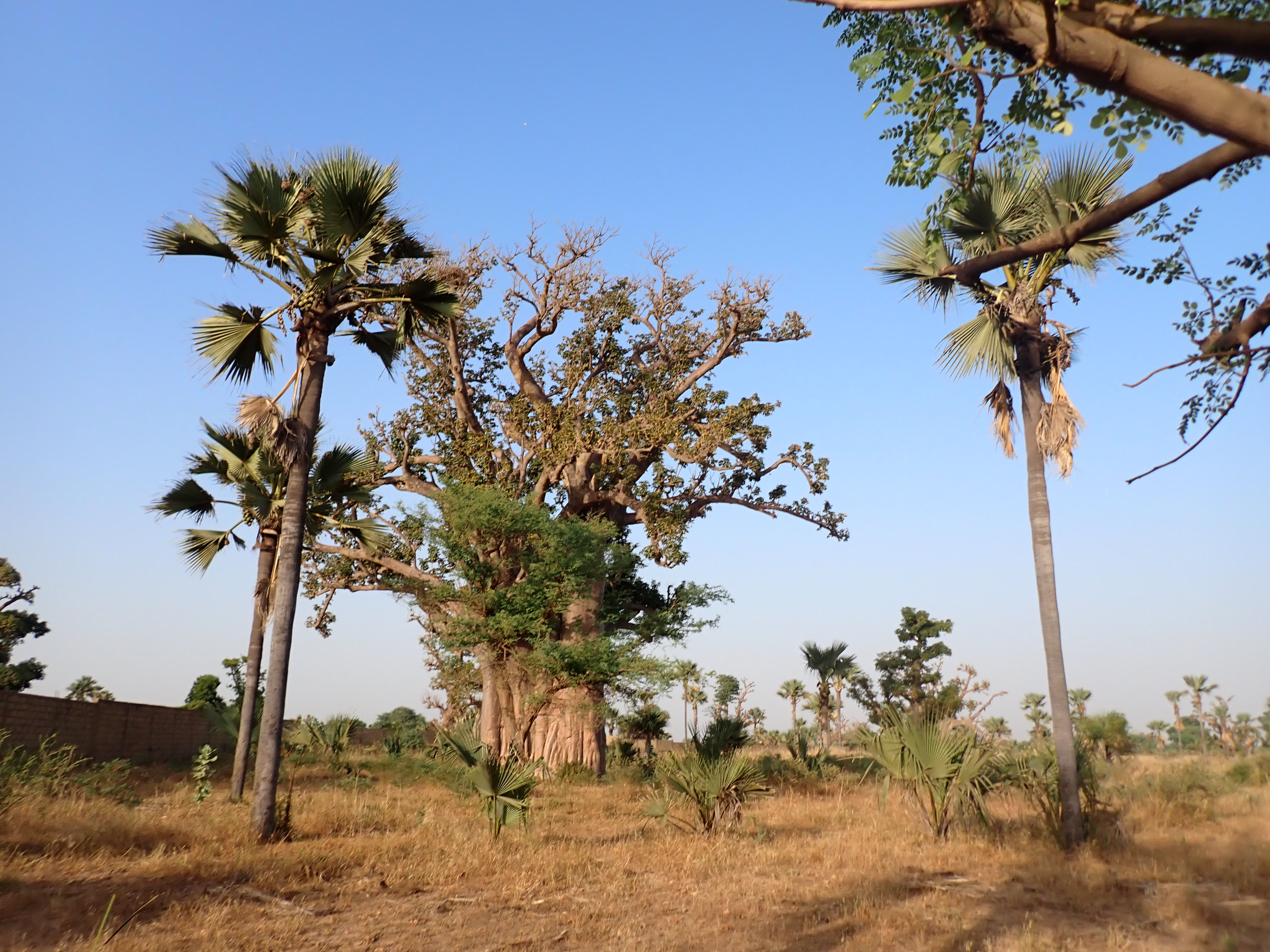
Landschap

- M'bour
- Thiès
- Tivaoune

## Geboren
- Léopold Senghor (Joal, 1906-2001), president van Senegal en dichter

Dakar ·
Diourbel ·
Fatick ·
Kaffrine ·
Kaolack ·
Kédougou ·
Kolda ·
Louga ·
Matam ·
Saint-Louis ·
Sédhiou ·
Tambacounda ·
Thiès ·
Ziguinchor